# Симонов, Владимир Васильевич
Влади́мир Васи́льевич Си́монов (17 августа 1935, Ковров — 6 мая 2020, Подольск) — советский, затем российский учёный, инженер-конструктор Тульского оружейного завода.

## Биография
Владимир Васильевич Симонов родился в 1935 году в Коврове Владимирской области.
В 1955 году окончил Подольский индустриальный техникум по специальности горный техник.
После службы в армии в 1957 году поступил на работу в Центральный научно-исследовательский институт точного машиностроения. Без отрыва от производства в 1960 году окончил Московский радиомеханический техникум по специальности радиотехник-технолог, а в 1964 году — Всесоюзный заочный политехнический институт по специальности инженер-механик.
За время своей работы прошёл путь от техника-конструктора до ведущего инженера-конструктора. Два изделия, разработанные им, АПС и СПП-1 приняты на вооружение и изготавливаются серийно, а одно изделие в настоящее время[когда?]

 проходит опытную эксплуатацию.
Наряду с конструкторской деятельностью занимался научной работой.

## Награды и звания
- Государственная премия СССР (1982)[1]
- За большое народно-хозяйственное значение его разработок ему присвоено звание заслуженного изобретателя РСФСР[источник не указан 3867 дней] (смотри СО) .

## Память
- Мемориальная доска на доме, в котором проживал Симонов, в мкр-не Климовске г. Подольска. Установлена в феврале 2022 года[2].